# Протодерма
Протоде́рма (от др.-греч. πρῶτος — первый и δέρμα — кожа) — одна из первичных меристем, покровная ткань. Представляет собой наружный, или периферический, слой клеток верхушечной образовательной ткани (промеристемы) побега и корня растения. Наряду с основной меристемой и прокамбием образуется в результате дифференциации в промеристеме. Состоит из плотных клеток, которые в процессе развития преобразуются в эпидерму (в стеблях и листьях) или эпиблему (на корне), реже дают начало некоторым субэпидермальным тканям.